# لئونید کلتون
لئونید کلتون (اوکراینی: Леонід Колтун؛ زادهٔ ۷ سپتامبر ۱۹۴۴) بازیکن فوتبال اهل اتحاد جماهیر شوروی سوسیالیستی است.
از باشگاه‌هایی که در آن بازی کرده‌است می‌توان به باشگاه فوتبال دنیپرو و باشگاه فوتبال متالیست خارکوف اشاره کرد.